# Cyrta testaceus
Cyrta testaceus är en insektsart som beskrevs av Kuoh. Cyrta testaceus ingår i släktet Cyrta och familjen dvärgstritar. Inga underarter finns listade i Catalogue of Life.